# Galleria dell’Accademia
A Galleria dell’Accademia, Firenze harmadik legjelentősebb múzeuma az Uffizi és a Pitti-palota (Palazzo Pitti) után. 
I. Pietro Leopoldo toszkánai nagyherceg, a későbbi II. Lipót császár, magyar és cseh király alapította, 1784-ben. Célja az volt, hogy a fiatal művészek egy helyen tanulmányozhassák azokat a munkákat, amelyek a város különféle művészeti iskoláiból kikerülnek. A múzeum leghíresebb kiállítási tárgya Michelangelo Dávidja, amelyet 1873-ban hoztak be a múzeumba a Piazza della Signoriáról, ahol a Palazzo Vecchio előtt állt évszázadokon keresztül. A szobor számára külön termet építettek (Tribuna).
A múzeum gyűjteményébe tartoznak még a toszkán festészet alkotásai a 13. századtól a 16. századig, falikárpitok, több Michelangelo-szobor és más művészek szobrai is.